# Råby-Rönö
Råby-Rönö är kyrkbyn i Råby-Rönö socken i Nyköpings kommun i Södermanland. Orten ligger cirka 15 kilometer nordväst om Nyköping i Södermanlands län, invid Råby-Rönö kyrka. SCB avgränsar bebyggelsen sedan 2020 som en småort.
Kyrkan är troligen avsöndrad av byn Råby, och omges av järnåldersgravfält, av vilka det vid Strand är det mest betydande. Byarna Fyrby, Råby, Stene och Stensnäs är alla med anor från järnålder. Tre runstenar har tidigare funnits vid kyrkan, men nu flyttats till parken vid Täckhammar. Bredvid kyrkan ligger den gamla skolan som även inrymt sockenstuga och bredvid en kyrkstall. Prästgården är en villa från 1939 som ersatte en äldre prästgård vid Stensnäs, en timmerbyggnad från 1785. Råby och Noheden ligger på varsina höjder sydväst om kyrkan, byarna har sedan länge underlagts Kristineholm och är idag bebyggda med ekonomibyggnader och arbetarbostäder. Två gamla torp finns vid Stockholmstorp och ett vid Sandstugan. Vid Edstorp låg fram till början av 1900-talet gästgiveriet Råby krog, vars skjutsstation blev kvar till 1926. Här har ett antal moderna villor uppförts.

## Idrott
Råby har ett fotbollslag som heter Råby-Rönö IF. De kommer att spela i Division 4 under 2020. Fotbollsplanen ligger vid Råbyborgen i Stene.